# Reşat Nuri Güntekin
Reşat Nuri Güntekin, né le 25 novembre 1889 à Constantinople et mort le 13 décembre 1956 à Londres, est un romancier et dramaturge turc. Son œuvre la plus célèbre est le roman Çalıkuşu paru en 1922. Ses autres romans les plus notoires sont Yeşil Gece (La nuit verte) et Yaprak Dökümü (La chute des feuilles).
Écrivain de renommée internationale, aucun de ses romans n'est pourtant traduit en français.

## Œuvres

### Romans
- Harabelerin Çiçeği
- Gizli El
- Çalıkuşu
- Damga
- Dudaktan Kalbe
- Akşam Güneşi
- Bir Kadın Düşmanı
- Yeşil Gece
- Acımak
- Yaprak Dökümü
- Kızılcık Dalları
- Gökyüzü
- Eski Hastalık
- Ateş Gecesi
- Değirmen
- Miskinler Tekkesi
- Kan Davası
- Kavak Yelleri
- Son Sığınak

### Nouvelles
- Roçild Bey (1919)
- Eski Ahbap (1919)
- Sönmüş Yıldızlar (1923)
- Tanrı Misafiri (1927)
- Leyla ile Mecnun (1928)
- Olağan İşler (1930)
- Aşk Mektupları

### Pièces de théâtre
- Hançer (1920)
- Eski Rüya (1922)
- Ümidin Güneşi (1924)
- Gazeteci Düşmanı, Şemsiye Hırsızı, İhtiyar Serseri (1925)
- Taş Parçası (1926)
- Yeşil gece (1928)
- İstiklâl (1933)
- Hülleci (1933)
- Yaprak Dökümü (1971)
- Eski Şarkı(1971)
- Balıkesir Muhasebecisi (1953)
- Tanrıdağı Ziyafeti (1971)
- Bir Köy Öğretmeni
- Çalıkuşu
- Kavak Yelleri